# Langanesbyggð
Langanesbyggð is een gemeente in het noordoosten van IJsland in de regio Norðurland eystra. De gemeente heeft 518 inwoners (in 2006), waarvan er 388 wonen in het plaatsje Þórshöfn en 81 wonen in het plaatsje Bakkafjörður. De gemeente ontstond in het jaar 2006 door het samenvoegen van de gemeentes Þórshafnarhreppur en Skeggjastaðahreppur. Hierdoor ging Skeggjastaðahreppur dat voorheen nog in de regio Austurland lag bij de regio Norðurland eystra horen.
Akureyrarkaupstaður · Norðurþing · Fjallabyggð · Dalvíkurbyggð · Eyjafjarðarsveit · Hörgársveit · Svalbarðsstrandarhreppur · Grýtubakkahreppur · Skútustaðahreppur · Tjörneshreppur · Þingeyjarsveit · Svalbarðshreppur · Langanesbyggð